# Episodi di Modern Family (settima stagione)
La settima stagione della serie televisiva Modern Family è stata trasmessa sul canale statunitense ABC dal 23 settembre 2015 al 18 maggio 2016.
In Italia la stagione è andata in onda sul canale satellitare Fox dal 5 febbraio al 3 giugno 2016. In chiaro sarà trasmessa su TV8 dal 3 giugno 2017.

Immagine del cast dalla sigla della settima stagione

| nº | Titolo originale              | Titolo italiano              | Prima TV USA      | Prima TV Italia  |
| -- | ----------------------------- | ---------------------------- | ----------------- | ---------------- |
| 1  | Summer Lovin'                 | La scelta migliore           | 23 settembre 2015 | 5 febbraio 2016  |
| 2  | The Day Alex Left for College | Una scusa (in)credibile      | 30 settembre 2015 | 5 febbraio 2016  |
| 3  | The Closet Case               | Il caso dell'armadio         | 7 ottobre 2015    | 12 febbraio 2016 |
| 4  | She Crazy                     | Il villaggio delle anatre    | 14 ottobre 2015   | 12 febbraio 2016 |
| 5  | The Verdict                   | Il verdetto                  | 21 ottobre 2015   | 19 febbraio 2016 |
| 6  | The More You Ignore Me        | Più mi ignori...             | 11 novembre 2015  | 19 febbraio 2016 |
| 7  | Phil's Sexy, Sexy House       | La sexy sexy casa di Phil    | 18 novembre 2015  | 26 febbraio 2016 |
| 8  | Clean Out Your Junk Drawer    | Psicodramma familiare        | 2 dicembre 2015   | 26 febbraio 2016 |
| 9  | White Christmas               | Bianco Natale                | 9 dicembre 2015   | 4 marzo 2016     |
| 10 | Playdates                     | Lily è innamorata            | 6 gennaio 2016    | 11 marzo 2016    |
| 11 | Spread Your Wings             | Spicca il volo               | 13 gennaio 2016   | 18 marzo 2016    |
| 12 | Clean for a Day               | Claire Poppins               | 10 febbraio 2016  | 25 marzo 2016    |
| 13 | Thunk in the Trunk            | Rumori sospetti              | 17 febbraio 2016  | 1º aprile 2016   |
| 14 | The Storm                     | Il compleanno di Lily        | 24 febbraio 2016  | 8 aprile 2016    |
| 15 | I Don't Know How She Does It  | Ma come fa a far tutto?      | 2 marzo 2016      | 15 aprile 2016   |
| 16 | The Cover-Up                  | Bugie incrociate             | 16 marzo 2016     | 22 aprile 2016   |
| 17 | Express Yourself              | Weekend a Parigi?            | 23 marzo 2016     | 29 aprile 2016   |
| 18 | The Party                     | La festa                     | 6 aprile 2016     | 6 maggio 2016    |
| 19 | Man Shouldn't Lie             | Nuovi amici                  | 13 aprile 2016    | 13 maggio 2016   |
| 20 | Promposal                     | Vuoi venire al ballo con me? | 4 maggio 2016     | 20 maggio 2016   |
| 21 | Crazy Train                   | Il treno più pazzo del mondo | 11 maggio 2016    | 27 maggio 2016   |
| 22 | Double Click                  | Doppio click                 | 18 maggio 2016    | 3 giugno 2016    |

## La scelta migliore
- Titolo originale: Summer Lovin'
- Diretto da: Jim Hensz
- Scritto da: Abraham Higginbotham

### Trama
Dopo che Phil aveva appreso i reciproci sentimenti provati da Haley e Andy, era riuscito a mettersi in contatto con la figlia, la quale aveva deciso di rincorrere il ragazzo e impedirgli di chiedere alla fidanzata Beth di sposarlo. La madre tuttavia l'aveva invitata a pensarci bene prima di condizionare Andy e mentre veniva colta dai dubbi su cosa fare aveva avuto modo di assistere alla proposta di matrimonio, accettata da Beth. Reintristita, aveva deciso quindi ormai di non intromettersi. Durante la seguente estate, tuttavia, Andy accidentalmente era venuto a sapere dell'intera vicenda da Phil e Claire, proprio mentre era in procinto di partire per organizzare le sue nozze. Chiaramente tormentato da ciò, si ripresenta due mesi dopo vistosamente ingrassato, ma ancora fidanzato con Beth. Haley, intanto, ha avuto modo di ricominciare a frequentare per l'ennesima volta Dylan e, quando prova a confrontarsi con Andy su quanto avvenuto nei mesi scorsi, i due litigano.
Nel frattempo, Mitchell, non riuscendo a trovare lavoro, si concede una pausa professionale iniziando a dipingere. Il compagno, anche se preoccupato dal loro futuro finanziario, non ha il coraggio di chiedergli di riprendere a cercare lavoro, ma alla fine dell'estate Mitchell realizzerà comunque di aver avuto una crisi di mezza età, convincendosi di non essere adatto alla pittura e di voler tornare a fare l'avvocato. Alex, che aveva iniziato una relazione con Sanjay, aveva deciso con lui di lasciarsi prima di partire per il college, viste le statistiche negative sulle relazioni a distanza, ma alla fine cambieranno entrambi idea provando a dare una possibilità al prosieguo del loro rapporto. Jay e Gloria sono invece impegnati nell'iscrivere Joe a scuola.
- Guest star: Adam DeVine (Andy Bailey), Justin Kirk (Charlie Bingham), Reid Ewing (Dylan Marshall), Vicki Lewis (Erica), Suraj Partha (Sanjay), Susan Egan (signorina Ford), Laura Ashley Samuels (Beth).

## Una scusa (in)credibile
- Titolo originale: The Day Alex Left for College
- Diretto da: Jeffrey Walker
- Scritto da: Danny Zuker

### Trama
Alex parte per il college, pianificando il suo trasferimento come al suo solito e venendo accompagnata dalla sorella, che sarà presto chiamata a consigliarla quando la compagna di stanza si rivela essere un'eccentrica ragazza iperattiva, Maisie, invece di quella originariamente prevista. Nel frattempo, mentre Phil porta Luke al lavoro, scoprendo tuttavia che il ragazzo è entrato nella fase in cui preferisce trascorrere più tempo con i suoi coetanei, il resto della famiglia cerca di evitare di assistere a una partita di calcio di Lily, durante la quale Mitchell si ritrova inaspettatamente allenatore. Dopo che Claire finge per telefono che il padre abbia avuto un incidente, Gloria ingigantisce la menzogna dicendo a Mitchell che Jay avrebbe sparato per errore verso il suo piede. Per evitare di fare cattiva figura, alla fine Gloria lo ferisce davvero con una pistola a gas, ma la verità verrà comunque a galla grazie al piccolo Joe.
- Guest star: Chloe Csengery (Maisie).

## Il caso dell'armadio
- Titolo originale: The Closet Case
- Diretto da: Beth McCarthy-Miller
- Scritto da: Paul Corrigan e Brad Walsh

### Trama
Dylan si trasferisce temporaneamente a casa Dunphy. Claire avrebbe delle obiezioni come già avvenuto in passato, ma stavolta decide di lasciare al marito la parte del cattivo. Phil inizialmente cerca di non farsi infastidire dall'intimità della figlia con Dylan, ma alla fine imporrà ai due di evitare scambi d'affetto in sua presenza, mentre toccherà comunque a Claire far sloggiare il ragazzo. Nel frattempo, Alex viene lasciata da Sanjay, venendo consolata prima dal fratello, in visita al college con Manny per cercare di far colpo su delle ragazze, e poi dalla madre, quando decide di far ritorno brevemente a casa. Mitchell si fa assumere dall'azienda gestita dallo storico antagonista di Jay, Earl Chambers, il quale, approfittandosi delle sue buone intenzioni sfrutta l'occasione per assestare un colpo all'eterno rivale.
- Guest star: Reid Ewing (Dylan Marshall), Jon Polito (Earl Chambers).

## Il villaggio delle anatre
- Titolo originale: She Crazy
- Diretto da: Gail Mancuso
- Scritto da: Elaine Ko

### Trama
Phil è estremamente entusiasta per la prossima dischiusura delle uova d'anatra trovate abbandonate nel cortile di una delle case di cui si è occupato, comprando mangime e accessori in gran quantità, anche se Claire ha dei dubbi sull'essere ancora in vita degli animali. Dopo una stressante giornata lavorativa, è tuttavia lei ad assistere alla nascita delle anatre, mentre Phil perderà il momento fatidico. Nel frattempo, Gloria esorta Manny a trovare il coraggio a parlare con le ragazze a cui è interessato, ma anche lei ha un momento di panico quando incontra una delle sue attrici di telenovele preferite, Mariela Morales. Cameron si ricongiunge con amici del college, con i quali si dà alla baldoria, finché non si rende conto di dover abbandonare l'abitudine di cercare di farsi piacere cambiando la sua personalità.
- Guest star: Reid Ewing (Dylan Marshall), Lucila Solá (Mariela Morales).

## Il verdetto
- Titolo originale: The Verdict
- Diretto da: Alisa Statman
- Scritto da: Chuck Tatham

### Trama
Gloria viene chiamata ad essere parte di una giuria, ma l'eccessivo entusiasmo la fa essere presto esclusa. Intanto Jay accompagna malvolentieri Joe all'asilo, riuscendo però a far contento il figlio. Al lavoro, Claire sostituisce quindi il padre nelle vesti di "capo", cercando di impressionare Alex e Haley che l'accompagnano nella giornata del "porta i figli al lavoro". Tuttavia non riesce a far altro che a cacciarsi in situazioni imbarazzanti. Phil accompagna invece Luke ad un'attività benefica valevole crediti scolastici, durante la quale viene avvicinato da un uomo che sembra essere un suo vecchio conoscente e chiede in prestito dei soldi. Phil lo aiuta anche se non lo riconosce, ma Luke e gran parte dei ragazzi pensano sia stato vittima di una truffa. L'uomo si rivelerà poi essere il dottore che assistette al parto di Luke. Mitchell e Cameron discutono dopo che il primo decide di invitare alla festa che stanno organizzando l'ex ragazzo di uno degli invitati.
- Guest star: Vicki Lewis (Erica), Kevin Chamberlin (Monty), Philip Anthony-Rodriguez (Tim), Kasey Mahaffy (Dom), Kevin Berntson (Raymond), Christopher Darga (Lou), Ron Perkins (giudice).

## Più mi ignori...
- Titolo originale: The More You Ignore Me
- Diretto da: Gail Mancuso
- Scritto da: Vali Chandrasekaran

### Trama
Mentre Phil non si arrende nel cercare di creare un legame con le anatre, Luke viene arrestato per aver cercato di guidare l'auto del padre nell'intento di raggiungere una ragazza. Anche Alex fa preoccupare i genitori, quando viene avvistata nel recarsi da un negozio d'alcolici nel furgone guidato da una figura misteriosa, che si rivelerà essere un coetaneo con una cotta per la ragazza, che cerca di dimenticare la rottura con Sanjay. Claire apprezza il vedere un lato ribelle in entrambi. Haley con Dylan si imbatte in Andy, che sembra ormai essersi lasciato alle spalle quanto avvenuto tra i due e stabilmente fidanzato con Beth. Dopo l'incontro Haley decide di imitarlo cercando di andare avanti, lasciando per l'ennesima volta Dylan. Nel frattempo, Cameron non riesce a vendere ad una fiera locale una salsa gelosamente custodita dalla sua famiglia, pertanto finirà con il mettersi in affari con Gloria, dotata di una ricetta migliore. Jay si prepara ad accettare un premio imprenditoriale, mentre trova occasione di ispirare i famigliari, tra cui il figlio Mitchell, che decide di avviare un proprio studio legale.
- Guest star: Adam DeVine (Andy Bailey), Reid Ewing (Dylan Marshall), Laura Ashley Samuels (Beth), Jeremy Scott Johnson (Andrew), Matt McGrath (Simon).

## La sexy sexy casa di Phil
- Titolo originale: Phil's Sexy, Sexy House
- Diretto da: Beth McCarthy-Miller
- Scritto da: Stephen Lloyd

### Trama
Tra le case di cui Phil gestisce la vendita entra a far parte una lussuosa abitazione posseduta da un amico di Mitchell e Cameron. Molti dei familiari cercano quindi di sfruttare l'occasione per intrufolarsi e godere dei tanti agi offerti dalla casa. Haley, dopo esservi già stata, ritorna per essere sicura di coprire le proprie tracce, ma all'interno trova Andy che la prepara per essere visitata da potenziali acquirenti. Un piccolo incidente conduce i due in atmosfere sempre più romantiche, venendo tuttavia interrotti e costretti a nascondersi dall'arrivo di altri intrusi. Alex vi entra con Reuben, Mitchell e Cameron giungono sperando di vivere un'insolita avventura, mentre Luke porta degli amici per consumare delle birre. Presto sopraggiunge anche Phil, intenzionato a partecipare a un gioco di ruolo online in realtà aumentata, cui segue Claire, che per un malinteso credeva il marito volesse giocare con lei per recuperare il tempo in cui è stata lontana da lui per lavoro. Tutti si scoprono l'un l'altro eccetto Haley e Andy che rimangono nascosti finché non rimangono nuovamente da soli. Chiaramente attratti tra di loro, dopo aver cercato di resistere a comportamenti inappropriati, si lasciano andare a un momento di passione.
- Guest star: Adam DeVine (Andy Bailey).

## Psicodramma familiare
- Titolo originale: Clean Out Your Junk Drawer
- Diretto da: Steven Levitan
- Scritto da: Steven Levitan

### Trama
Gloria per un malinteso vince a un'asta scolastica un seminario privato con una celebre terapista, nota per aver scritto il manuale di auto-aiuto Clean Out Your Junk Drawer. Condividendo la sessione con tutta la famiglia, lei e i parenti si ritrovano una domenica per farsi aiutare, malvolentieri per parte di loro, soprattutto per Jay, ad esprimere vari sentimenti repressi. Nel giro di poco tempo, la terapista, Debra Radcliffe, riesce ad evidenziare alcuni motivi di disguido tra Mitchell e Cameron e tra Jay e Claire, mettendo i presenti reciprocamente a disagio. All'apice dell'animosità Debra Radcliffe abbandona tuttavia il gruppo per un'emergenza di famiglia, lasciando le coppie a risolvere tra di loro le questioni emerse, mentre alla fine anche Jay si lascerà coinvolgere esponendo pensieri intimi a riguardo del defunto padre. Nel frattempo, Alex e Haley si confidano a vicenda i recenti sviluppi nelle loro vite sentimentali, decidendo rispettivamente di lasciare Reuben e non ripetere l'avventura con Andy. Mentre la prima attua la decisione, Haley e Andy, dopo aver convenuto quanto sia stato sbagliato il loro comportamento, finiscono con il concedersi un nuovo scambio d'intimità.
- Guest star: Catherine O'Hara (Debra Radcliffe), Adam DeVine (Andy Bailey).

## Bianco Natale
- Titolo originale: White Christmas
- Diretto da: Gail Mancuso
- Scritto da: Andy Gordon e Jon Pollack

### Trama

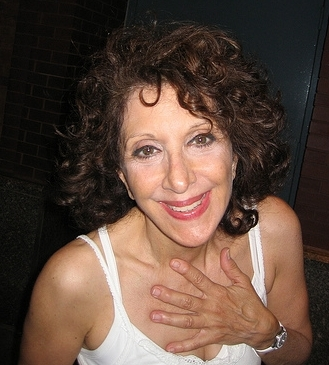
Andrea Martin interpreta Fig

L'intera famiglia si riunisce per festeggiare il Natale in una capanna in montagna, sperando, invano, di trovare un clima meno mite di quello tipico californiano. Nella casa trovano ad attenderli una professoressa dell'MIT, a cui la propria famiglia ha dato buca. Cameron la invita a restare e Alex ne trarrà ispirazione per cercare di non diventare come lei da adulta, rischiando di trascorrere le feste in solitudine. Invitato da Gloria, è presente anche Andy, che si apparta con Haley in una stanza, entrambi eccitati dal rischio di essere scoperti. Il resto della famiglia li scopre presto e i due confessano la loro relazione clandestina; a loro si unisce poi anche Beth, la fidanzata di lui, invitata da Gloria per fare una sorpresa al ragazzo, ma anche lei confesserà di aver tradito con più di un ragazzo. Andy e Beth quindi si lasciano, così lui e Haley potranno frequentarsi senza doversi nascondere. Jay, per testare quanto Claire tenga all'azienda di famiglia, annuncia di voler lasciare la guida della compagnia a una persona fittizia, come previsto suscitando rabbia nella figlia, salvo poi confermarle la prossima carica di CEO.
Nel frattempo, Luke e Manny provano a spaventare Lily inventando una storia di paura, mentre Mitchell e Cameron, per redimersi da una brutta figura fatta l'anno precedente, cercano il momento giusto per esibirsi cantando Silent Night, idea che verrà loro involontariamente sottratta da Alex e Fig.
- Guest star: Adam DeVine (Andy Bailey), Andrea Martin (Fig), Laura Ashley Samuels (Beth).

## Lily è innamorata
- Titolo originale: Playdates
- Diretto da: Claire Scanlon
- Scritto da: Jeffrey Richman

### Trama

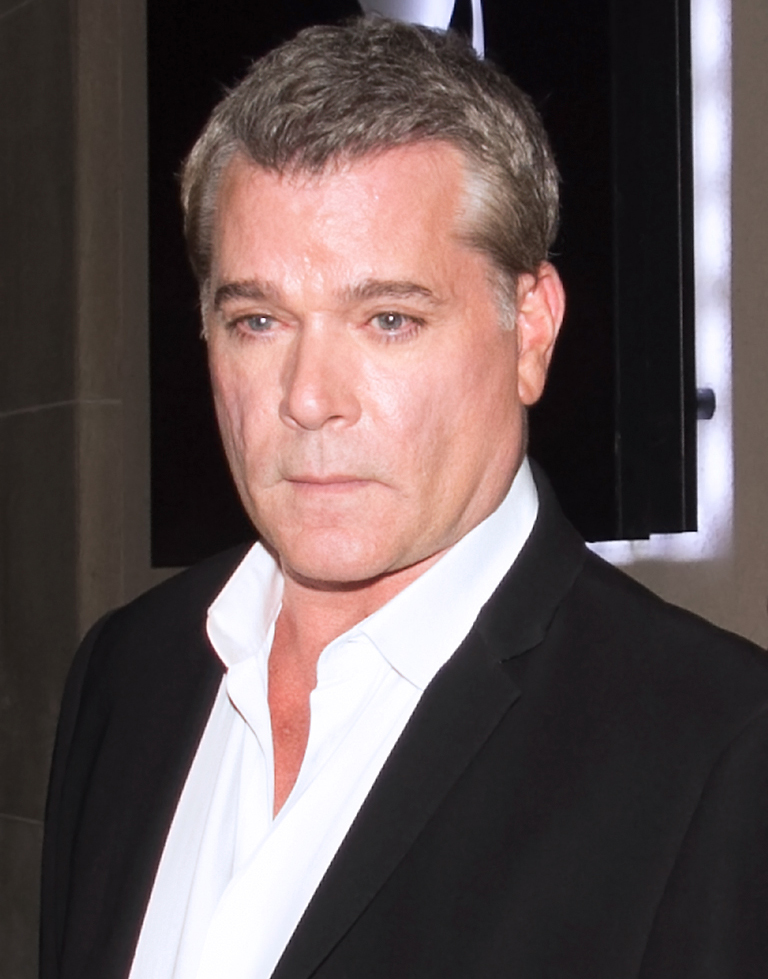
Ray Liotta appare nei panni di se stesso

Jay e Gloria ospitano nella loro casa, con la scusa di organizzare una giornata di gioco per i figli più piccoli, una coppia come loro caratterizzata da una notevole differenza d'età tra moglie e marito: Vicky e Marty, da cui Jay cerca di prendere le distanze per dimostrarsi più giovane. Nel frattempo, Phil e Claire pranzano con una coppia conosciuta durante una breve vacanza, i coniugi Delaney. Claire cerca di non far pagare per l'ennesima volta il conto al marito, cosa che lo costringerà a confessare di dover pagare per una scommessa persa, che consisteva nello sfidarsi a far ingerire più grilli cucinati alle rispettive mogli. Anche Cam ospita i genitori di un compagno di scuola della figlia, pensando Lily sia attratta dall'amichetto, finendo tuttavia per lo scoprire che la cotta era verso il padre.
Haley, Alex e Luke, trascorrono una giornata con lo zio Mitchell come regalo per il compleanno festeggiato tre settimane prime. I ragazzi si ritrovano tuttavia costretti a improvvisare, avendo dimenticato di pianificare adeguatamente la giornata. I tre escogitano di portarlo a visitare l'abitazione di Barbra Streisand, ma per errore si ritrovano davanti quella di Ray Liotta. Liotta, non riconosciuto dai ragazzi, si offre di accompagnarli all'indirizzo corretto, dove Mitchell potrà parlare al citofono con la sua diva preferita.
- Guest star: Barbra Streisand (se stessa - voce), Ray Liotta (se stesso), Keegan-Michael Key (Tom Delaney), Orson Bean (Marty), Christine Lakin (Lisa Delaney), Mia Barron (Vicky), Tom Larochelle (Rob), Kate McDaniel (Carol).

## Spicca il volo
- Titolo originale: Spread Your Wings
- Diretto da: James Bagdonas
- Scritto da: Vanessa McCarthy e Ryan Walls

### Trama
Mentre Phil cerca di supportare e consigliare Alex sulle sue difficoltà di adattamento alla nuova vita del campus universitario, Claire e il resto dei figli ne approfittano per cercare di liberarsi delle anatre che ha fatto nascere nella propria casa, la cui presenza è sempre più fastidiosa per il resto della famiglia. Tuttavia, al momento di liberarle in un parco pubblico, cambiano idea, pensando anche a come rappresentino una metafora per Phil in ricordo di come ha accudito e fatto crescere i figli. Alla fine sarà però lo stesso Phil a voler farle volare via, essendo ormai cresciute e giunto quindi il momento di "lasciarle andare". Intanto, Cam invita Gloria a preparare molta della sua salsa di pomodoro per essere inclusa in una confezione regalo di prodotti tipici, rubando anche alcuni particolari peperoncini da un orto botanico per avere tutti gli ingredienti necessari in tempo, mentre Mitchell ospita un pigiama party per coetanee vietnamite della figlia, per avvicinarla alle sue origini culturali.

## Claire Poppins
- Titolo originale: Clean for a Day
- Diretto da: Beth McCarthy-Miller
- Scritto da: Paul Corrigan e Brad Walsh

### Trama
Claire, in procinto di insediarsi alla guida dell'azienda ereditata dal padre, decide di provare a lasciare la propria dimora nel modo più ordinato possibile, costringendo i famigliari a donare in beneficenza una serie di oggetti che non usano più, nonostante i tanti ricordi ad essi legati. Tuttavia si pente al momento della donazione. Intanto, Jay decide di iniziare a prendere lezioni di volo come sorpresa per la moglie, confessandolo solo a Cameron. Quando Gloria racconta a quest'ultimo di un sogno in cui il marito muore cadendo da un imprecisato punto elevato, questi si spaventa e raggiunge Jay in aeroporto, salendo con lui sull'aereo, dove un piccolo incidente mette seriamente in pericolo le loro vite. Mitchell, provando con scarsi risultati ad aiutare la figlia nell'apprendere come suonare il flauto e Gloria come iniziare a giocare a golf, si rende conto di non essere un buon insegnante.
- Guest star: Suraj Partha (Sanjay), Josh Casaubon (Gus), Chris Butler (Chip).

## Rumori sospetti
- Titolo originale: Thunk in the Trunk
- Diretto da: Phil Traill
- Scritto da: Elaine Ko

### Trama
Claire inizia a dirigere l'azienda lasciatale dal padre. Anche se sembra essere a suo agio nel nuovo ruolo, presto confessa al marito, che intanto aveva iniziato a preoccuparsi di venir trascurato dalla moglie, di nutrire molte insicurezze. Intanto, Gloria pubblicizza la sua salsa presso un locale supermercato, nel quale viene esposta anche la sua immagine su una sagoma in cartone personalizzata. Quando Jay nota come l'immagine della moglie attrae le attenzioni di vari uomini, colto dalla gelosia, decide di rubare e distruggere il cartone. Mitchell e Cameron affittano l'appartamento sovrastante il proprio a quella che si rivela uno strano trio di misteriosi personaggi. Temendo possano essere almeno alcuni di loro losche figure, prima Cameron e poi anche il compagno iniziano a spiarli, finendo tuttavia per danneggiare la loro preziosa collezione di modellini in ceramica che erano venuti ad esporre in città.
- Guest star: June Squibb (Alice), Ernie Hudson (Miles), David Dean Bottrell (signor Wilkerson), Heather Goldenhersh (signora Wilkerson), Steve Agee (Tommy), Allison Dunbar (Abigail), Jennifer O'Dell (Brenda).

## Il compleanno di Lily
- Titolo originale: The Storm
- Diretto da: James Bagdonas
- Scritto da: Danny Zuker

### Trama
Phil, cercando di intrattenere dei bambini a una festa nel vicinato, decide di vestirsi da clown, nonostante ne sia terrorizzato, finendo con lo svenire dopo essersi visto allo specchio. Imbarazzato, decide di provare a rimediare dando dimostrazione della propria mascolinità, ma ogni tentativo di aiutare i propri parenti fallisce miseramente. Alla fine, presso la casa del suocero, dove l'intera famiglia si ritrova durante una tempesta, sarà Gloria a rincuorarlo ricordandogli le sue principali qualità, avendo poi l'occasione di confortare Jay nel ricordare un amico conosciuto quando era arruolato in Marina appena scomparso. Sempre presso la casa di Jay, Andy invita Haley ad approfondire il loro legame sentimentale cercando un'intesa emotiva oltre quella fisica, mentre Claire accidentalmente vede Manny svestito e Gloria cerca di sfruttare l'occasione per placere le insicurezze del figlio sul suo aspetto. Nel frattempo, Mitchell e Cameron organizzano una festa di compleanno alla figlia, dovendo gestire le aspettative di una popolare e snob compagna di Lily.
- Guest star: Adam DeVine (Andy Bailey), Chloe Csengery (Maisie).

## Ma come fa a far tutto?
- Titolo originale: I Don't Know How She Does It
- Diretto da: Ryan Case
- Scritto da: Jeffrey Richman

### Trama
Nonostante i nuovi più pesanti impegni di lavoro, Claire riesce a continuare a star dietro alle varie necessità domestiche, facendo in tempo anche a soddisfare le richieste dei figli. Tale efficienza fa ingelosire Phil, che decide di provare a scoprire il suo segreto. Dopo essersi reso conto dell'impossibilità di essere molto presente a casa e allo stesso tempo dirigere un'azienda, intuisce come la moglie stia usufruendo di un assistente, Ben, un ragazzo dell'ufficio marketing della sua compagnia. Nel frattempo, Mitchell e Cameron partecipano con Lily a un matrimonio, scoprendo con sorpresa di non essere stati invitati a due precedenti cerimonie nuziali di loro amici. Alla fine scopriranno di aver ricevuto l'invito, ma al loro posto aveva risposto, declinando, la figlia, che voleva evitare di dover vedere i propri genitori ballare in modo per lei ridicolo. Jay e Gloria sono invece impegnati a tenersi nascosto a vicenda due comportamenti che sanno come farebbero infuriare il rispettivo partner. Jay ha infatti dato da mangiare al cane un piatto tradizionale preparato dalla moglie, mentre lei ha lasciato a dormire in macchina, da solo, il piccolo Joe. La macchina con all'interno l'ignaro bambino viene anche usata da Manny e Luke per portare il computer portatile di Gloria in un negozio d'assistenza, nel tentativo di ripararlo dopo che si era bloccato durante la visualizzazione di un video osé. Per evitare un ulteriore rischio di pubblico imbarazzo i due chiederenno infine aiuto ad Alex.
- Guest star: Nathan Lane (Pepper Saltzman), Christian Barillas (Ronaldo), Joe Mande (Ben), Kevin Daniels (Longinus), Matthew Risch (Jotham), Erica Rhodes (Marianne), Bryan Safi (Matt).

## Bugie incrociate
- Titolo originale: The Cover-Up
- Diretto da: Jim Hensz
- Scritto da: Chuck Tatham

### Trama
Phil conosce casualmente una nuova potenziale cliente, Angie, un'attraente ragazza di colore, "tipo" di donna verso il quale ha un debole. Per non fare ingelosire la moglie, quando questa chiede informazioni sull'identità di Angie, la descrive quindi come una donna anziana, avendo poi difficoltà a tenere nascosta la verità, finendo con il far pensare alla cliente di essere razzista quando cerca di tenerla lontana dalla sua abitazione. Anche Claire, per lo stesso motivo, evita di precisare il genere del suo nuovo istruttore di yoga quando il marito pensa sia una donna. Tale giovane istruttore, conosciuto a un nuovo corso a cui è stata invitata da Gloria, che chiede un suo parere sull'atteggiamento forse inappropriato dello stesso ragazzo, le fa anche delle avances. Jay, intanto, inizia a pubblicare un video blog, mentre Mitchell e Cameron cercano di insegnare ad andare in bicicletta a Lily, che ne è molto spaventata. Cercando di dare una dimostrazione di come sia semplice e non pericoloso, Cam ha tuttavia un incidente ferendosi a un braccio, mentre Mitchell si rivela intimorito quanto la figlia, per la paura che possa anche lei cadere.
- Guest star: Jon Polito (Earl Chambers), Mekia Cox (Angie).

## Weekend a Parigi?
- Titolo originale: Express Yourself
- Diretto da: Alisa Statman
- Scritto da: Abraham Higginbotham

### Trama
Quando la sorella di Cam, Pameron, viene abbandonata dal marito, si trasferisce dal fratello in cerca di conforto, causando vari fastidi a Mitchell, che fatica a riposare di notte visto che entrambi, per un'allergia da polline che causa apnee notturne, sono costretti a dormire con una rumorosa maschera respiratoria. Mitchell sfoga in seguito lo stress che ne deriva intonando al karaoke, su suggerimento del padre, Express Yourself di Madonna, da cui prende poi spunto per consolare la cognata. Jay, intanto, soffre la mancanza del lavoro, in particolare il privilegio di comandare subordinati, scontrandosi con Gloria mentre per passare il tempo prova da solo a ristrutturare un bagno di casa. Nel frattempo, Phil convince la moglie a sfruttare un'occasione per un breve viaggio improvvisato a Parigi a basso prezzo, con il quale vuole riavvicinarsi a Claire sempre molto presa dal lavoro. I due, per sfruttare a pieno la vacanza, su suggerimento della figlia minore decidono di adattarsi subito al fuso europeo, provando a posticipare le prossime ore di sonno durante il viaggio aereo. Haley e Andy invece, la prima per dimostrare di essere ancora una ragazza dedita all'avventura e divertente e lui per provare di essere capace di tenere il suo ritmo, finiscono per seguire una giovane coppia a Las Vegas, dove si confesseranno a vicenda di gradire poco un certo "pazzo" stile di vita.
- Guest star: Adam DeVine (Andy Bailey), Dana Powell (Cameron Tucker), Ellen Ratner (cameriera).

## La festa
- Titolo originale: The Party
- Diretto da: Steven Levitan
- Scritto da: Vali Chandrasekaran

### Trama
Luke e Manny rimangono da soli a casa del primo a fare da babysitter a Lily mentre gli adulti della famiglia si concedono una serata di relax. Claire viene ospitata insieme a Gloria in un centro benessere che è stato di recente tra i suoi clienti; Jay e Cameron si danno appuntamento per guardare un incontro di boxe; mentre Phil e Mitchell vanno a vedere il film di una saga fantasy. Dopo essere arrivate da poco al centro, Claire riceve sul telefono il segnale di attivazione di un rilevatore di fumo della propria casa e, non riuscendo a contattare il figlio, decide di andare a controllare, sospettando che i ragazzi abbiano sfruttato l'occasione per organizzare una festa. Anche Phil, vedendo lo stesso segnale, decide di tornare a casa con Mitchell, ma non prima che i due assumano per la prima volta marijuana, offerta loro da un amico ed ex cliente di Phil incontrato all'entrata del cinema. Ritornati a casa Dunphy, mentre Claire interroga Luke e Manny, i due sono indecisi sul da farsi quando scoprono un gruppo di adolescenti nascosto nella camera di Luke, impazienti di allontanarsi per evitare di essere scoperti in tale stato. Alla fine la verità emerge comunque da sé, con Claire e Gloria che iniziano a chiedersi quanto siano dei buoni genitori. Sul posto arrivano intanto anche Cameron e Jay, che, dopo essersi inizialmente trovati a disagio nell'uscire insieme, ritrovano una buona intesa.
- Guest star: Seth Morris (James), Mark Adair-Rios (Don), Sam Spanjian (Vic).

## Nuovi amici
- Titolo originale: Man Shouldn't Lie
- Diretto da: Gail Mancuso
- Scritto da: Andy Gordon

### Trama
Claire si imbatte casualmente in un cane lungo il tragitto per il lavoro e, non volendo lasciarlo solo in mezzo a una strada, lo porta presso la propria abitazione. Tuttavia, decide di tenerlo nascosto al marito per evitare che si affezioni rapidamente all'animale e voglia adottarlo. Nel frattempo, Gloria invita a cena una coppia di nuovi conoscenti e Jay si lamenta poiché vorrebbe evitare di stringere nuovi rapporti che potrebbero provocargli fastidi. In realtà, quando incontra Reece, sviluppa subito una stima per lui ed è felice di trascorrerci del tempo insieme, dovendo quindi alla fine ammettere alla moglie di aver avuto torto nel mantenere un atteggiamento contrario alle novità. Mitchell e Cameron affittano l'appartamento sopra il proprio a una rock band cristiana. Mitchell pensa uno dei suoi componenti possa essere gay, ma quando cerca di fargli confessare il proprio stato d'animo non riesce a fargli tirare fuori altro che una mancanza della sua famiglia e della sua ragazza. Cam prenderà poi il suo posto a un'esibizione, dove non mancherà un brano contro le unioni omosessuali.
- Guest star: Adam Arkin (Reece), Andy Fischer-Price (Coop), Grant Jordan (Dex).

## Vuoi venire al ballo con me?
- Titolo originale: Promposal
- Diretto da: Ken Whittingham
- Scritto da: Stephen Lloyd

### Trama
Claire, mentre prepara la sua ditta a partecipare a una convention sul mondo del mobile, inizia a preoccuparsi che possa essere vittima di spionaggio industriale. Evitando di chiedere consiglio al padre per evitare di sembrare debole, inizia a cercare la possibile "talpa" tra i suoi dipendenti. Scopre presto di aver avuto ragione, ma non si tratta di un'azienda concorrente a voler rubare i suoi segreti, bensì del padre che vuole tenersi informato sulla gestione aziendale della figlia. Nel frattempo, Phil cerca di aiutare Gloria a rivendicare la proprietà della ricetta per la sua salsa di pomodoro, mentre Cameron cerca di consigliare forzatamente i nipoti su come invitare una compagna di scuola al ballo scolastico in preparazione: non avendo avuto occasione di partecipare al ballo da ragazzo, cerca di vivere l'esperienza attraverso Luke e Manny. Il primo tuttavia preferisce il supporto dello zio Mitchell e il secondo viene anticipato dalla ragazza alla quale era interessato: Cameron si consolerà alla fine ricevendo anche lui un romantico invito a partecipare all'evento, quando il compagno lo invita a fare con lui da chaperon ai ragazzi.
- Guest star: June Squibb (Alice), Joe Mande (Ben), Kasey Mahaffy (Dom).

## Il treno più pazzo del mondo
- Titolo originale: Crazy Train
- Diretto da: Jim Hensz
- Scritto da: Jon Pollack e Ryan Walls

### Trama
L'ex moglie di Jay, Dede, sta per risposarsi. L'intera famiglia si mette quindi in viaggio per partecipare al matrimonio, scegliendo di raggiungerla a Portland in treno. Durante il viaggio, Jay incontra i figli del futuro sposo di Dede che, quando lo sentono lamentarsi di lei, vorrebbero avvisare il padre di pensarci meglio prima di sposarla. Jay, che invece non vede l'ora di smettere di pagarle gli alimenti, prova ad aggiustare le cose. Mitchell incomincia a preparare il suo discorso per il brindisi come richiestogli dalla madre, mentre Claire si risente per il fatto d'essere stata esclusa dalla stessa Dede, che le ha anche riservato un posto marginale al ristorante. Cameron e Phil incontrano il loro scrittore preferito, Simon Hastings, in procinto di ultimare l'atteso ultimo capitolo di una trilogia. I due si ritroveranno a doverlo aiutare a perfezionare la trama per risolvere errori nella narrazione, proprio a riguardo di una parte ambientata su un treno. Manny e Luke cercano invece di far colpo su altre passeggere, ma con scarsi risultati. Anche Alex si lascia trascinare in una possibile avventura romantica, ma finisce col rimanere vittima di un furto.
- Guest star: Shelley Long (Dede), Simon Templeman (Simon Hastings), Dominic Sherwood (James), Lindsey Gort (Cindy), Jay Johnston (Carl), Sandra Purpuro (Donna).

## Doppio click
- Titolo originale: Double Click
- Diretto da: James Bagdonas
- Scritto da: Elaine Ko

### Trama
Phil crede di aver visto Luke dormire con una ragazza e teme che il suo figlio minore sia ormai "diventato grande". Presto le sue paure si trasformano in realtà e avrà modo di consolare il figlio quando gli confessa di essere stato lasciato. Intanto, Claire cerca di trovare il momento più adatto per licenziare un dipendente, ma non riuscirà ad evitare di sembrare troppo dura. Jay prova a ritornare al lavoro per sentirsi utile, ma ha difficoltà a rapportarsi con la tecnologia, non riuscendo neanche ad usare una fotocopiatrice. Andy riceve un'opportunità di lavoro nello Utah, e, dopo aver considerato di rimanere accanto a Haley, quest'ultima lo convince a non rinunciare. Cameron ha in programma di ritornare in Missouri per partecipare a un evento locale al quale era stato invitato, quindi cerca di trovare il marito un modo per condividere in posti diversi il tempo con la figlia. Alla fine anche Mitchell e Lily decideranno di partire con lui. Anche il resto della famiglia organizza dei brevi viaggi per l'estate: i Dunphy si recano a New York, mentre Jay viene con astuzia convinto dalla moglie a partecipare al matrimonio di un suo cugino a Juárez.
- Guest star: Adam DeVine (Andy Bailey), Joe Mande (Ben), Illeana Douglas (Janet), Frank Caeti (Neal), Kasey Mahaffy (Dom), Andrew Leeds (Rich).